# Stefania De Peppe
Stefania De Peppe, all'anagrafe Stefania Depeppe (Milano, 4 agosto 1975), è una doppiatrice italiana.

## Biografia

### Carriera
Attiva nel doppiaggio sin dagli anni 2000, dopo avere fatto il corso al CDA con Donatella Fanfani a fine anni '90, si è distinta per avere doppiato Lagertha (Katheryn Winnick) in Vikings e True Jackson, protagonista dell'omonima serie televisiva. Al contempo è attiva pure come direttrice del doppiaggio.
Ha lavorato anche come modella e come attrice, iniziando a svolgere quest'ultima professione dall'età di 7 anni. Successivamente si è diplomata presso l'Accademia dei filodrammatici.
Al contempo è attiva anche in ambito videoludico in cui si è distinta per avere interpretato la protagonista femminile di Fallout 4, Marlene in The Last Of Us e Alcina Dimitrescu in Resident Evil Village.
Nel 2024 ha pubblicato un libro autobiografico intitolato Ti prometto che.

### Vita privata
Sorella di Manuel De Peppe, è sposata col collega Marcello Cortese, da lui ha avuto il figlio Luca, anch'egli doppiatore.

## Doppiaggio

### Cinema
- Marta Hazas in È colpa mia?, È colpa tua?
- Delphine Chuillot ne La sorella di Mozart
- Lora Kojovic in Unthinkable - Impensabile
- Alexia Landeau in 2 giorni a New York
- Jane Krakowski ne I segreti di Big Stone Gap
- Jessica De Gouw in These Final Hours
- Juana Acosta in 7 años
- Bárbara Lennie in Eterna domenica
- Mireille Enos in The Lie - La bugia
- Itziar Ituño in Errementari - Il fabbro e il diavolo
- Kate Beckinsale in Jolt - Rabbia assassina
- Alicia Vikander in Sir Gawain e il Cavaliere Verde
- Miriam Laube in Tutto è possibile
- Angela Bassett ne La musica del cuore (ridoppiaggio)

### Televisione
- Nancy Travis in Becker
- Gina Holden in Flash Gordon
- Keke Palmer in True Jackson
- Sarena Parmar in Essere Indie
- Enisha Brewster in Halo 4: Forward Unto Dawn
- Lexa Doig in Continuum
- Katheryn Winnick in Vikings
- Sarah Armstrong in Halo: Nightfall
- Samira Lachhab in Candice Renoir
- Audrey Fleurot ne I testimoni
- Kathleen Munroe in Patriot
- Geraldine Loup in The Intern
- Yvonne Strahovski in The Handmaid's Tale
- Narges Rashidi in Gangs of London (st. 1-2)
- Kristen Connolly in Outer Range
- Monette Moio in Outer Range
- Merle Dandridge in The Last of Us
- Amber Rose Revah in Last Light: il crollo

### Serie animate
- Amy in Beyblade
- Anna Heart in Kaleido Star
- Tristin in Mirmo!!
- Chimpan in Hanamaru
- Jodie Arthur in Time Warp Trio
- Janine in Gerald McBoing-Boing
- Maya ne Il mio amico Rocket
- Mary in Code Monkeys
- Yakumo Tsukamoto in School Rumble
- Zaria in Tak e la magia Juju
- Voce narrante in Classic Tales
- Regina Cardo in Il piccolo regno di Ben e Holly (stagione 1, 1° doppiaggio)
- Rebecca in Dreamkix
- Materia Nera in Zevo-3
- Martha ne Le storie di Hammy il criceto
- Mina in Flash & Dash
- Atsuko "Akko" Kagari in Little Witch Academia
- Lyra in Niko e la spada di luce
- Teresa in Barbie Dreamtopia
- Secchiello in Blue's Clues & You!
- Tulipano in Abby Hatcher
- Alice in Alice & Lewis
- Zoe in Topo Gigio
- Kate ne Gli Acchiappagiochi
- Vex'ahlia "Vex" Vessar ne La leggenda di Vox Machina

### Videogiochi
- Page in Fable III (2010)[9]
- Marlene in The Last of Us (2013),[10] The Last of Us Parte II (2020)[11]
- Lydia Frye in Assassin's Creed: Syndicate (2015)[12]
- Protagonista femminile in Fallout 4 (2015)[13]
- Alexandria Hypatia / Grim Alex in Dishonored 2 (2016)[14]
- Elena in XCOM 2: War of the Chosen (2016)[15]
- Vanasha in Horizon Zero Dawn (2017),[16] Horizon Forbidden West (2022)[17]
- Emissaria dei nove in Destiny 2 (2017)[18]
- Marie Fischer in Call of Duty: World War II (2017)[19]
- Iskra in Call of Duty: Modern Warfare (2019)[20]
- Alcina Dimitrescu in Resident Evil Village (2021)[5]
- Amazzone in Diablo II: Resurrected (2021)[21]
- Joyce Walema in As Dusk Falls (2022)[22]
- Katia Volskaya, Meri e madre in Overwatch 2 (2022)[23]
- Dushessa Anabella Rosfield in Final Fantasy XVI (2023)[24]
- Barbara in Diablo IV (2023)[25]
- Altre voci in Mirror's Edge Catalyst, Resident Evil Village

## Filmografia

### Televisione
- Vivere - soap opera (2001)